# ديكسي كارول
ديكسي كارول (بالإنجليزية: Dixie Carroll)‏ هو لاعب كرة قاعدة أمريكي، ولد في 18 مايو 1891 في بادوكا في الولايات المتحدة، وتوفي في 13 أكتوبر 1984 في جاكسونفيل في الولايات المتحدة.

## وصلات خارجية
- ديكسي كارول على موقعبيزبول رفرنس.كوم (الدوري الرئيسي) (الإنجليزية)